# Sophie Turner
Sophie Belinda Turner (Northampton, 21 febbraio 1996) è un'attrice britannica.

## Biografia
Sophie Turner è nata a Northampton, nell'Inghilterra centrale. Si trasferisce a Chesterton, nei pressi di Warwick, all'età di due anni. Frequenta la Warwick Prep School fino all'età di undici anni e in seguito si trasferisce alla King's High School. Nel suo primo ruolo di attrice televisiva, Sophie interpreta Sansa Stark, secondogenita di casa Stark nella serie fantasy Il Trono di Spade. Il suo insegnante di teatro la incoraggiò a prender parte all'audizione. Nell'aprile 2019 rivela di aver sofferto di depressione a causa delle critiche ricevute per il suo ruolo ne Il Trono di Spade, aggiungendo che si sarebbe presa una pausa dalla recitazione per concentrarsi sulla sua salute mentale.
Ha ricoperto il ruolo da protagonista nel film thriller Another Me, basato sull'omonimo romanzo della scrittrice scozzese Catherine MacPhail, recitando a fianco di Jonathan Rhys Meyers e Claire Forlani. Il film ha debuttato in Nord America al Toronto International Film Festival nel 2013. Nel 2014 ha affiancato Samuel L. Jackson e Jessica Alba nel film Barely Lethal - 16 anni e spia. Nello stesso anno appare come protagonista del video musicale del brano Oblivion dei Bastille. Nel gennaio 2015 Sophie viene scelta dal regista Bryan Singer per interpretare la versione adolescente della mutante Jean Grey nel film X-Men - Apocalisse, uscito nel 2016, ruolo che riprende nel 2019 in X-Men: Dark Phoenix. Nel 2020 interpreta la co-protagonista Jane nella serie televisiva Survive, distribuita dalla piattaforma Quibi.

## Vita privata
Nel 2016 inizia a frequentare il leader e frontman dei Jonas Brothers e dei DNCE, Joe Jonas. Il 1º maggio 2019 si sposano a Las Vegas ed il 29 giugno 2019 la coppia convola nuovamente a nozze a Carpentras, in Provenza. La coppia ha due figlie, nate rispettivamente nel luglio del 2020 e del 2022. Il 6 settembre 2023, dopo 4 anni di matrimonio, la coppia rende pubblica la decisione di separarsi di comune accordo, comunicandolo tramite un post Instagram dopo varie speculazioni da parte della rivista di gossip TMZ.
Da ottobre 2023 ad aprile 2025 Sophie ha avuto una relazione con l'aristocratico inglese Peregrine Pearson.

## Filmografia

### Cinema
- Another Me, regia di Isabel Coixet (2013)
- Barely Lethal - 16 anni e spia (Barely Lethal), regia di Kyle Newman (2015)
- X-Men - Apocalisse (X-Men: Apocalypse), regia di Bryan Singer (2016)
- Alone, regia di Matthew Coppola (2016)
- Josie, regia di Eric England (2018)
- Time After Time (Time Freak), regia di Andrew Bowler (2018)
- X-Men: Dark Phoenix (Dark Phoenix), regia di Simon Kinberg (2019)
- Do Revenge, regia di Jennifer Kaytin Robinson (2022)
- Trust, regia di Carlson Young (2025)

### Televisione
- Il Trono di Spade (Game of Thrones) – serie TV, 59 episodi (2011-2019)
- The Thirteenth Tale, regia di James Kent – film TV (2013)
- Survive – serie TV, 12 episodi (2020)
- The Staircase - Una morte sospetta (The Staircase) – miniserie TV, 8 episodi (2022)

### Videoclip
- Oblivion dei Bastille (2014)
- Sucker dei Jonas Brothers (2019)
- What a Man Gotta Do dei Jonas Brothers (2020)

## Riconoscimenti
- Premi Emmy
  - 2019 – Candidatura per la miglior attrice non protagonista in una serie drammatica per Il Trono di Spade
- Scream Award
  - 2011 – Candidatura per il miglior cast in una serie televisiva per Il Trono di Spade
- Screen Actors Guild Award
  - 2011 – Candidatura per il miglior cast in una serie drammatica per Il Trono di Spade
  - 2012 – Candidatura per il miglior cast in una serie drammatica per Il Trono di Spade
  - 2014 – Candidatura per il miglior cast in una serie drammatica per Il Trono di Spade
  - 2015 – Candidatura per il miglior cast in una serie drammatica per Il Trono di Spade
  - 2016 – Candidatura per il miglior cast in una serie drammatica per Il Trono di Spade
- Young Artist Award
  - 2012 – Candidatura per la miglior attrice non protagonista in una serie televisiva per Il Trono di Spade
  - 2014 – Candidatura per la miglior attrice non protagonista in una serie televisiva per Il Trono di Spade

## Doppiatrici italiane
Nelle versioni in italiano delle opere in cui ha recitato, Sophie Turner è stata doppiata da:
- Giulia Tarquini ne Il Trono di Spade, Josie, Trust
- Rossa Caputo in X-Men - Apocalisse, X-Men: Dark Phoenix, The Staircase - Una morte sospetta
- Valentina Favazza in Barely Lethal - 16 anni e spia
- Elisa Giorgio in Time Freak
- Elisa Angeli in Do Revenge